# 沙涌駅
沙涌駅（さちょうえき）は、中華人民共和国広東省広州市茘湾区芳村大道東と浣花路に位置する広仏地下鉄（広仏線）及び広州地下鉄11号線の駅である。

## 歴史
- 2015年12月28日：広仏地下鉄（広仏線）の駅として開業[1]。
- 2024年12月28日：広州地下鉄11号線の開業により、乗り換え駅となる[2]。

## 駅構造
両線とも島式ホーム1面2線を有する地下駅。

### のりば
| 番線                    | 路線     | 方向   | 行先                     |
| ----------------------- | -------- | ------ | ------------------------ |
| 広仏線ホーム（地下3階） |          |        |                          |
| 1                       | ■ 広仏線 | 東行   | 瀝滘方面                 |
| 2                       | ■ 広仏線 | 西行   | 仏山市街 新城東方面      |
| 11号線ホーム（地下4階） |          |        |                          |
| 3                       | ■ 11号線 | 外回り | 燕崗・江泰路・華師方面   |
| 4                       | ■ 11号線 | 内回り | 芳村・如意坊・竜口西方面 |

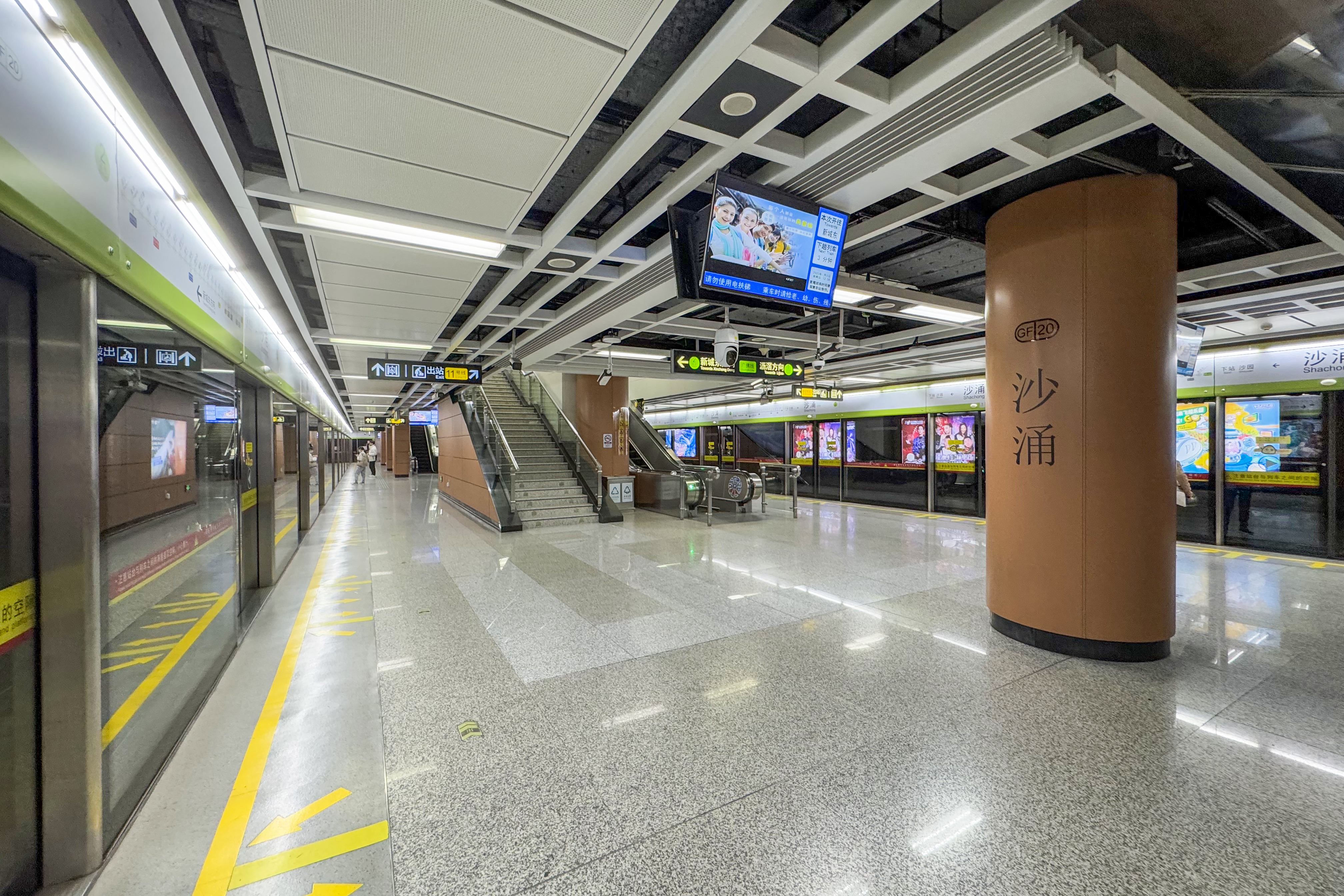
広仏線ホーム
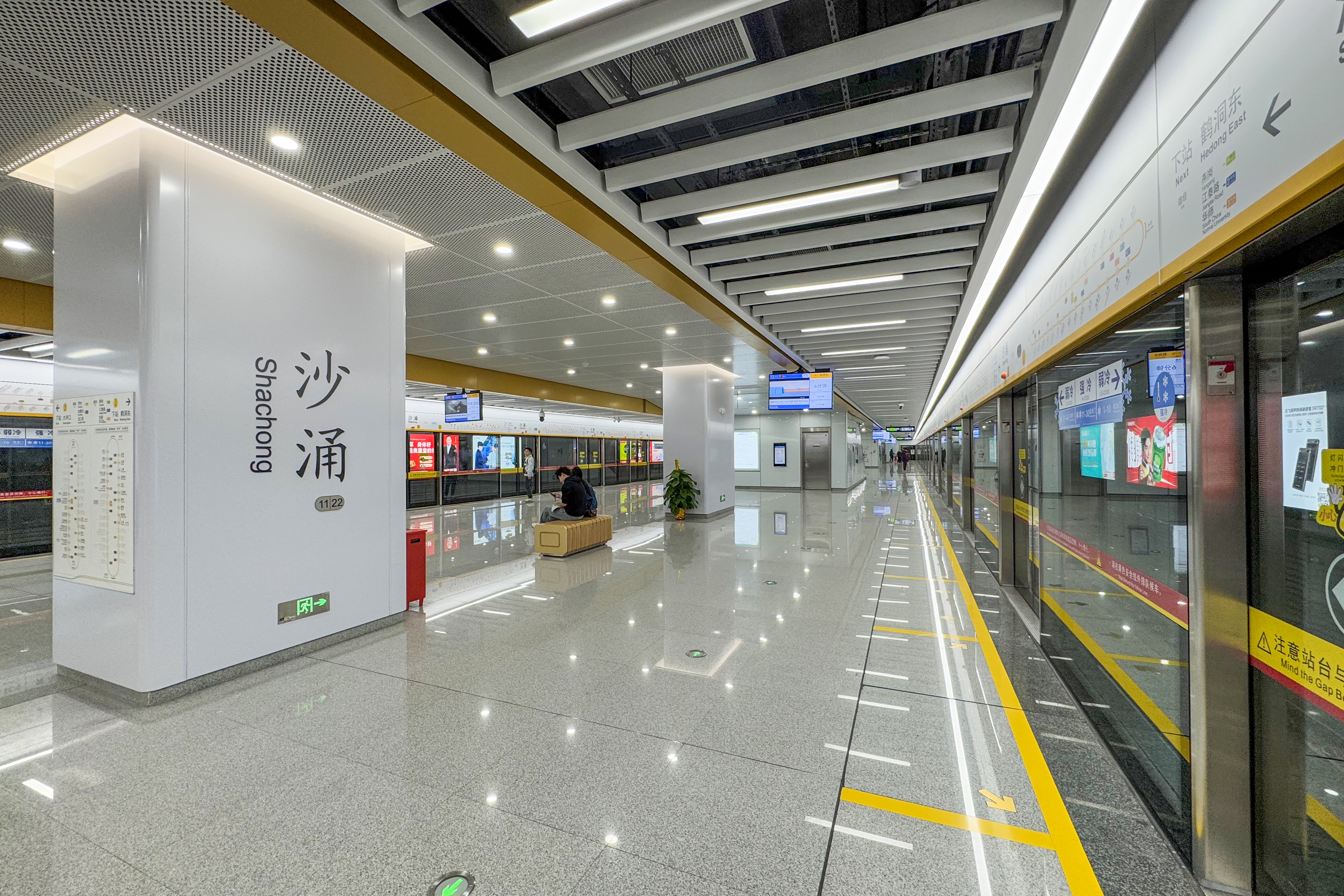
11号線ホーム
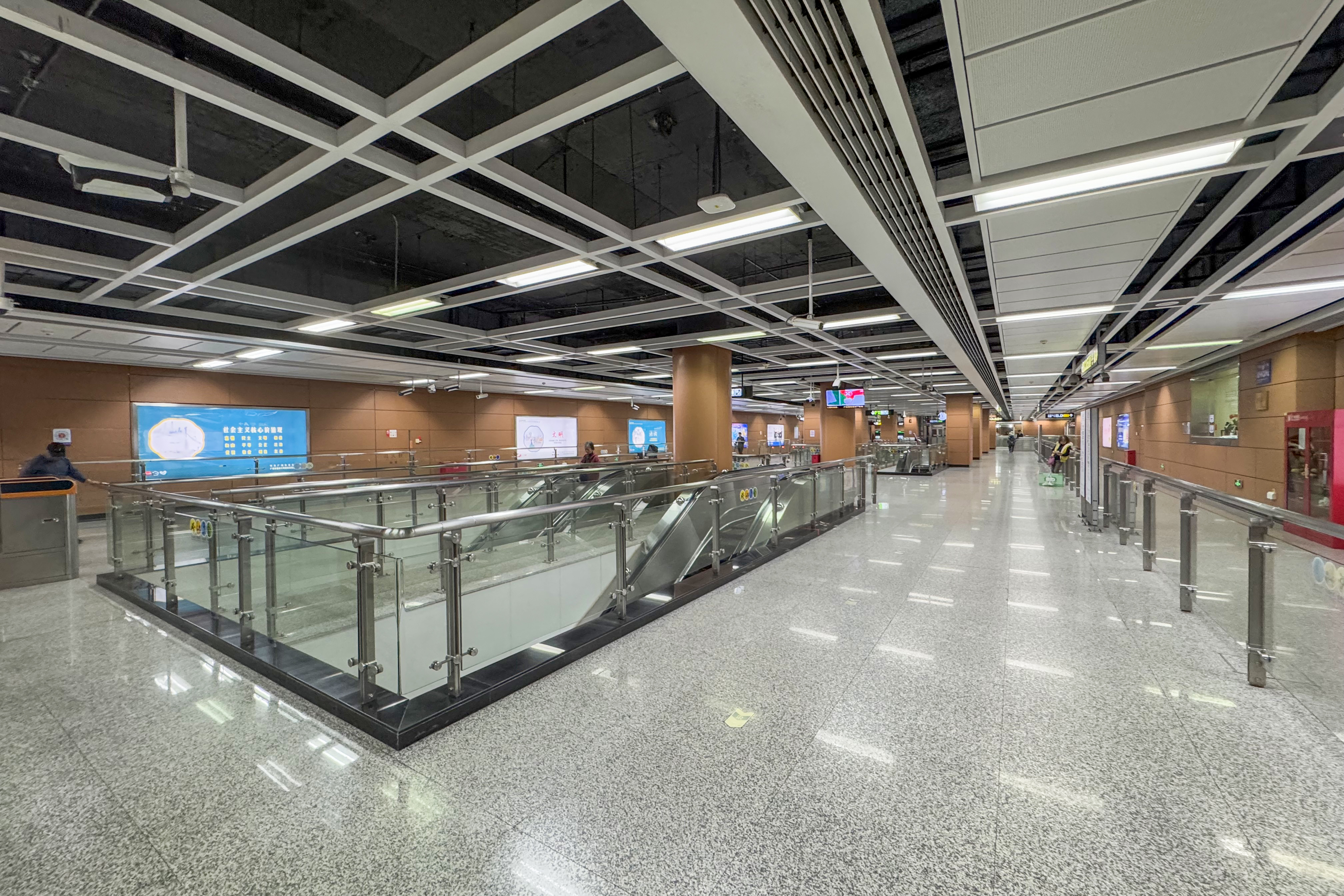
広仏線コンコース
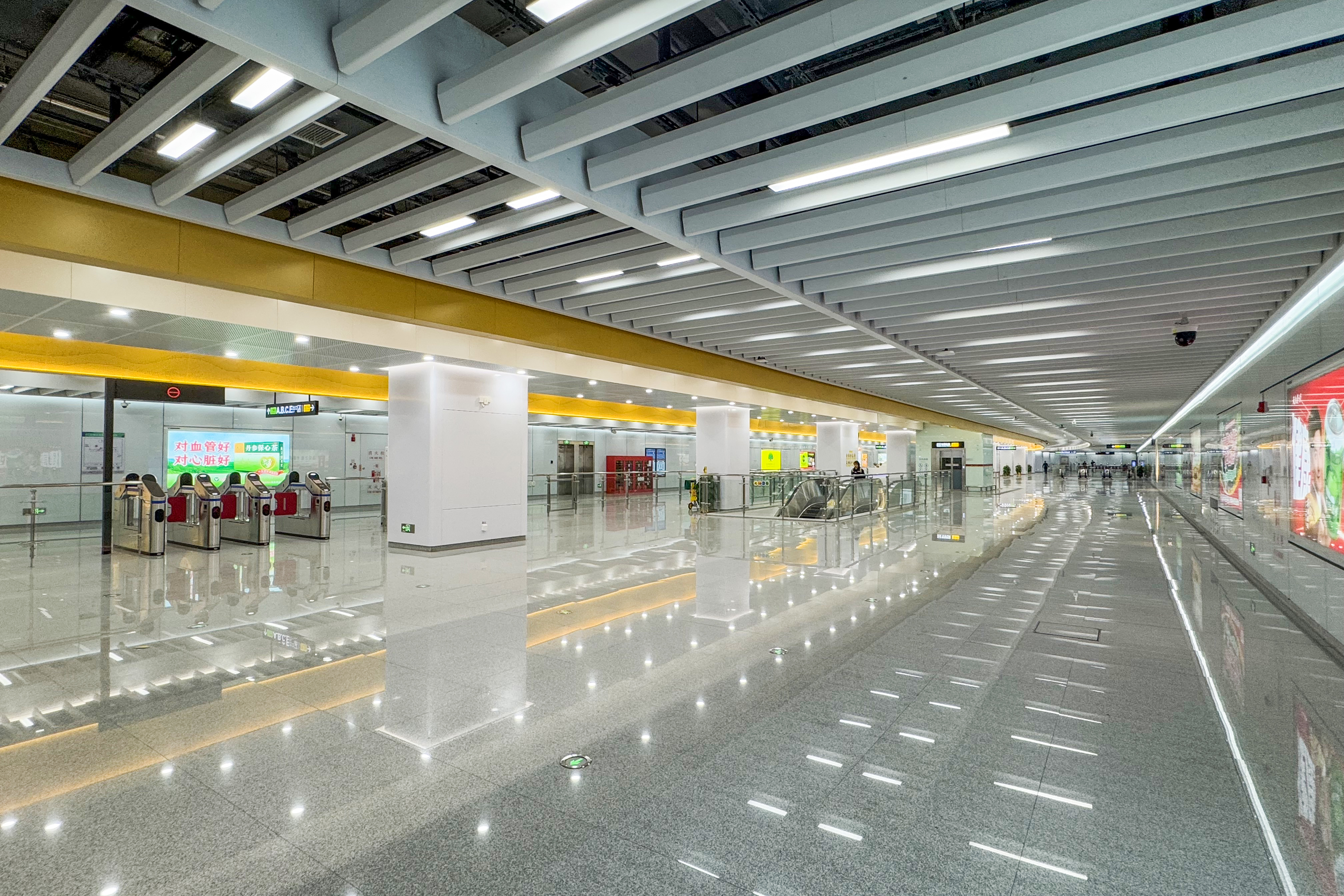
11号線コンコース

## 隣の駅
広州地下鉄
■ 11号線
大沖口駅 1121 - 沙涌駅 1122 - 鶴洞東駅 1123
広仏地下鉄（■ 広仏線）
鶴洞駅 GF19 - 沙涌駅 GF20 - 沙園駅 GF21